# Charles Yorke (4. hrabia Hardwicke)
Charles Philip Yorke, 4. hrabia Hardwicke (ur. 2 kwietnia 1799 w Sydney Lodge niedaleko Southampton, zm. 17 września 1873) – brytyjski arystokrata, wojskowy i polityk, członek Partii Konserwatywnej, minister w rządach lorda Derby’ego.

## Życiorys

### Służba w Royal Navy
Był najstarszym synem admirała Josepha Sydneya Yorke’a i Elizabeth Rattray, córki Jamesa Rattraya. Wykształcenie odebrał w Harrow School oraz w Royal Naval College. Wzrorem ojca rozpoczął służbę w Royal Navy. Zaciągnął się w maju 1815 r. i został midszypmanem na HMS „Prince”. Następnie służył na Morzu Śródziemnym na pokładzie HMS „Sparrowhawk” i HMS „Leviathan”. Następnie służył na HMS „Queen Charlotte”. W 1816 r. brał udział w bombardowaniu Algieru. Następnie służył w Ameryce Północnej na pokładzie HMS „Leander”. Tam otrzymał dowodzenie nad „Jane”, małym okrętem przewożącym rozkazy między bazą floty w Halifaksie a Bermudami.
Yorke został następnie porucznikiem na HMS „Grasshopper”, a w sierpniu 1819 r. otrzymał stopień porucznika. W październiku 1820 r. został przydzielony do załogi HMS „Phaeton”. W 1823 r. został dowódcą HMS „Alacrity” na Morzu Śródziemnym. W 1825 r. otrzymał rangę kapitana. W latach 1828–1831 dowodził HMS „Alligator” i brał udział w morskich operacjach podczas greckiej wojny o niepodległość. W latach 1844–1845 powodził HMS „Black Eagle” i HMS „St Vincent”. Na pokładzie „St Vincent” przywiózł do Wielkiej Brytanii cara Mikołaja I.
Charles odszedł z czynnej służby w Royal Navy w 1858 r. i otrzymał rangę kontradmirała. Jeszcze w tym samym roku został wiceadmirałem. W 1863 r. otrzymał stopień pełnego admirała. W 1870 r. ostatecznie odszedł z floty.

### Kariera polityczna
W 1831 r. Yorke został wybrany do Izby Gmin jako reprezentant okręgu Reigate. W latach 1832–1834 reprezentował okręg wyborczy Cambridgeshire. Po śmierci stryja w 1834 r. odziedziczył tytuł 4. hrabiego Hardwicke i zasiadł w Izbie Lordów. W latach 1841–1846 pełnił funkcję Lorda-in-Waiting. W 1852 r. był poczmistrzem generalnym. W latach 1858–1859 był Lordem Tajnej Pieczęci.

## Rodzina
14 października 1833 r. poślubił Susan Liddell (ok. 1810 - 22 listopada 1886), córkę Thomas Liddella, 1. baron Ravensworth, i Marii Simpson, córki Johna Simpsona. Charles i Susan mieli razem pięciu synów i trzy córki:
- Elizabeth Philippa Yorke (15 listopada 1834 - 13 stycznia 1936), żona Henry’ego Adeane’a i Michaela Biddulpha, 1. barona Biddulph, miała dzieci z pierwszego małżeństwa
- Charles Philip Yorke (23 kwietnia 1836 - 18 maja 1897), 5. hrabia Hardwicke
- Mary Catherine Yorke (19 maja 1837 - 14 grudnia 1890), żona Williama Cravena, miała dzieci
- Agneta Harriet Yorke (13 grudnia 1838 - 12 marca 1919), żona kontradmirała Victora Montagu, miała dzieci
- John Manners Yorke (30 października 1840 - 13 marca 1909), 7. hrabia Hardwicke
- porucznik Victor Alexander Yorke (24 marca 1842 - 23 grudnia 1867)
- Elliot Constantine Yorke (13 lipca 1843 - 21 grudnia 1878)
- Alexander Grantham Yorke (20 listopada 1847 - 17 marca 1911), kawalerem Królewskiego Orderu Wiktoriańskiego